# Schizocosa puebla
Schizocosa puebla este o specie de păianjeni din genul Schizocosa, familia Lycosidae, descrisă de Chamberlin în anul 1925. Conform Catalogue of Life specia Schizocosa puebla nu are subspecii cunoscute.